# Юклята (Степаньонське сільське поселення)
Юкля́та (рос. Юклята) — присілок в Кезькому районі Удмуртії, Росія.

## Населення
Населення — 2 особи (2010; 2 в 2002).
Національний склад станом на 2002 рік:
- удмурти — 50 %
- росіяни — 50 %